# 董嘉儀
董嘉儀（1993年8月4日—），藝名LuLu或大埔LuLu，香港模特兒、藝人，亦兼任香港超級聯賽球會和富大埔宣傳大使。2017年3月被Sunny Idea公司羅致旗下，成為王灝兒及關楚耀的同門師妹。

## 簡介
董嘉儀在17歲時便因擔當Fitboss元氣館的代言人而受聘成為和富大埔足球隊的足球大使。自此愛上了大埔足球隊。「大埔Lulu」在球圈無人不曉。2013年5月，和富大埔護級失敗，在2013年－2014年度球季要降落乙組，董嘉儀突然淚灑球場。不過她當時表示即使不收贊助費，仍然會繼續支持大埔足球隊。
但到了2014年－2015年度的港足球季，董嘉儀一直都沒有親自到足球場替大埔足球隊打氣，反而在這時候不時與一些商業品牌或媒體拍攝廣告、劇集及模特兒硬照，被很多大埔足球隊的球迷批評她的行為是出賣、利用球隊、沒有體育精神。
2015年－2016年度球季，董嘉儀才重返大埔足球隊，擔任大埔足球隊足球大使。不過因為Lulu近年已不再如以往般重視足球文化的體育精神，被指只著重於娛樂圈與演藝事業發展和拍攝廣告，加上她曾經在球場上得悉大埔足球隊大比數落後4:1情況下仍表示出興奮的表情及舉起4:1的手勢，Lulu現時在球迷和網民中受歡迎的程度已經大幅下降。更甚者有資深的大埔足球隊球迷開設Facebook專頁「我們的足球 不是讓你用來上位的！偽人Lulu Tung」，以表達對Lulu的個人操守行為和對她騎劫大埔足球隊的不滿。
董嘉儀在24歲生日時接受媒體訪問，指自己已簽了新的公司。2017年3月被Sunny Idea公司羅致旗下，成為王灝兒及關楚耀的同門師妹。

## 演出

### 電影
- 2015年：《吉星高照2015》

### 電視劇
- 2015年：香港電台《賭海迷徒》
- 2015年：香港電台《回到未來錢》單元《阿明的發明》
- 2020年：香港電視娛樂ViuTV《暖男爸爸》
- 2022年：香港電視娛樂ViuTV《IT狗》

### 電視節目
- 有線電視球彩台《英超有局》嘉賓
- now 101台《撳錢》嘉賓
- now 101台《球分》主持
- now 101台《巴克萊英格蘭超級聯賽》主持
- 2014年：RTHK《手語隨想曲III》（第4集）
- 2016年：TVB翡翠台《網絡挑機》
- 2016年：香港電視娛樂viuTV《Come On Baby》（第14集嘉賓）
- 2017年：香港電視娛樂viuTV《挑機》（第14集嘉賓）
- 2018年：TVB翡翠台《大玩特玩》
- 2018年：TVB翡翠台《深夜美食團》
- 2018年：TVBJ2（第232集嘉賓）
- 2019年：TVB翡翠台《金豬耀保良》
- 2021年：TVBJ2《野外步出》（第14集嘉賓）

### 電台節目
- 2023年：RTHK第二台《終身美麗》（8月19日嘉賓）

## 參與MV演出
- 2014年獲張智霖邀請，聯同另外五位高登女神：謝安琪、陳法拉、杜小喬、黃美棋及魯芬，參與《你是如此難以忘記》MV製作；這是董嘉儀首次在MV中擔任女主角。[9]
- 專業失戀30年 - C AllStar
- 三百呎環遊世界 - 袁學謙

## 外部連結
- Lulu 董嘉儀 球壇新貴
- 董嘉儀的Facebook專頁
- 波波池的Facebook專頁
- 董嘉儀的Instagram帳戶
- 董嘉儀的新浪微博（已停止更新）